# Legge elettorale italiana del 1912
La legge elettorale italiana del 1912 fu la legge elettorale adottata dal Regno d'Italia nelle elezioni del 1913 (XXIV Legislatura).

## Caratteristiche
La legge, approvata dal quarto governo Giolitti, sostituì la legge elettorale italiana del 1882 (modificata nel 1891), allargando il suffragio a tutti i cittadini maschi che avessero compiuto 30 anni o che, pur minori di 30 anni ma maggiori di 21, pagassero un'imposta diretta annuale di almeno 19,80 lire, o avessero conseguito la licenza elementare inferiore, oppure avessero prestato il servizio militare. In tal modo il corpo elettorale passò dal 7% al 23,2% della popolazione. Fu mantenuto il sistema maggioritario in vigore dal 1891.
Nel corso dell'iter parlamentare, le Camere rifiutarono quasi all'unanimità di concedere il diritto di voto alle donne: né i liberali né i socialisti gradivano infatti l'idea del suffragio femminile, che si riteneva potesse essere di impronta troppo clericale. Il ripristino del sistema proporzionale è anche rifiutato.